# Andrzej Munk
Andrzej Munk (Cracovia, 16 ottobre 1921 – Łowicz, 20 settembre 1961) è stato un regista polacco.

## Biografia
Nel 1944 partecipò alla rivolta di Varsavia. Nel 1951 studiò nella Scuola nazionale di cinema, teatro e TV di Łódź (PWSFTViT), debuttò nel 1955 con il lungometraggio La croce azzurra. Il suo film Passeggiata nella vecchia città ricevette il gran premio alla Mostra di Venezia nel 1959.
È morto in un incidente automobilistico vicino a Łódź nel 1961, un mese prima di compiere 40 anni.

## Filmografia
- 1951 - Direzione Nowa Huta (Kierunek Nowa Huta) - documentario
- 1953 - Parola di ferroviere (Kolejarskie słowo) - documentario
- 1954 - Le stelle devono brillare (Gwiazdy muszą płonać) - documentario
- 1955 - La croce azzurra (Błękitny krzyż)
- 1955 - Una domenica mattina (Niedzelny poranek) - documentario
- 1957 - Un uomo sui binari (Człowiek na torze)
- 1958 - Eroica (Eroica)
- 1958 - La monaca (Zakonnica)
- 1958 - Una passeggiata nella città vecchia (Spacerek staromiejski) - documentario
- 1958 - Con bravura - cortometraggio
- 1960 - Fortuna da vendere (anche: La fortuna strabica - Zezowate szczęście)
- 1963 - La passeggera (Pasażerka)